# 외젠 달베르

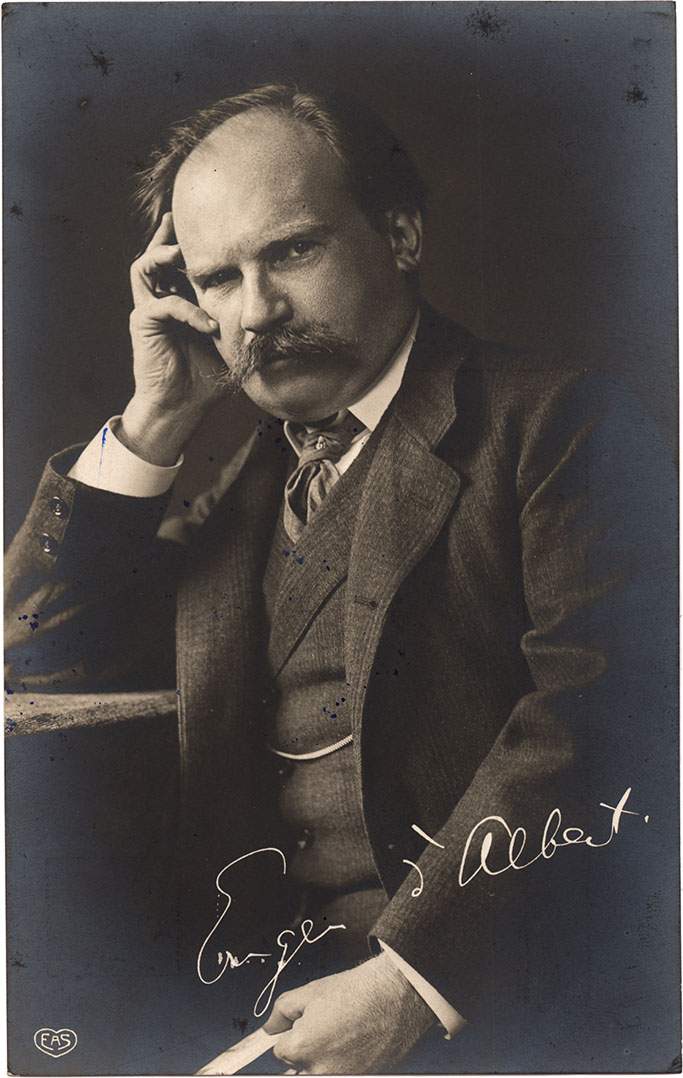

유진 달버트, 외젠 달베르 또는 오이겐 달베르트(Eugen D'Albert, 1864년 4월 10일 ~ 1932년 3월 3일)는 영국 태생의 독일의 피아니스트이자 작곡가이다.
영국에서 교육을 받은 달버트는 초기 음악적 재능을 보여 17세에 장학금을 받아 오스트리아에서 공부했다. 독일 문화와 음악에 대한 동질감을 느낀 그는 곧 독일로 건너가 프란츠 리스트를 사사했으며 콘서트 피아니스트로 경력을 시작했다.
피아니스트로 경력을 쌓는 동안 달버트는 작곡에 점점 더 집중하여 다수의 오페라와 피아노, 성악, 실내악 및 오케스트라 작품을 작곡했다. 1907년 달버트는 베를린 예술대학교의 감독이 되어 독일의 음악 교육에 광범위한 영향을 미쳤다. 그는 또한 바이마르 궁정에서 카펠마이스터의 직위를 역임했다.